# Kościół św. Kazimierza i św. Rafała Archanioła w Bieszenkowiczach
Kościół św. Kazimierza i św. Rafała Archanioła w Bieszenkowiczach – nieistniejący kościół parafialny w Bieszenkowiczach na Białorusi.

## Historia
W 1650 r. Kazimierz Leon Sapieha ufundował pierwszy kościół katolicki w mieście. W 1876 r. w miejscu starej świątyni św. Kazimierza z 1785 r. rozpoczęto budowę nowego drewnianego kościoła św. Kazimierza i św. Rafała Archanioła. Środki pochodziły od proboszcza ks. Romualda Kiersnowskiego i ze składek wiernych. Świątynia miała cztery ołtarze z obrazami Jezusa Ukrzyżowanego, Najświętszej Maryi Panny i św. Antoniego. 
Została zniszczona przez sowietów w latach 60. XX w. Z upływem czasu po świątyni pozostał jedynie fundament i niewielkie fragmenty ceglanych ścian, na których miejscu wybudowano budynki gospodarcze.  

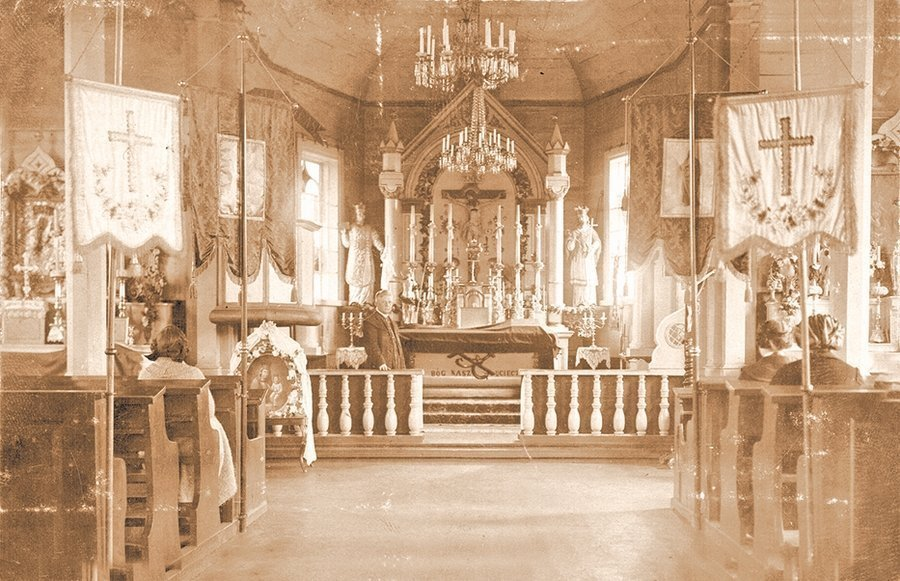
Wnętrze kościoła na pocz. XX w.